# Phascolonus
Phascolonus (лат.) — род вымерших сумчатых млекопитающих из семейства вомбатовых. Крупнейший вид рода, Phascolonus gigas, весил около 200 кг. Phascolonus появились в плиоцене и исчезли в верхнем плейстоцене (5,333 млн — 40 тыс. лет назад) во время четвертичного вымирания, вместе со множеством других видов австралийской мегафауны.
В Tea Tree Cave были найдены кости Phascolonus возрастом два миллиона лет вместе с окаменелостями вымершего сухопутного крокодила квинканы.

## Классификация
По данным сайта Fossilworks, на май 2017 года в род включают 2 вымерших вида:
- Phascolonus gigas Owen, 1859
- Phascolonus lemleyi Archer, 1976

Есть упоминание о третьем виде — Phascolonus magnus.